# The Radha Krsna Temple (álbum)
The Radha Krsna Temple é um álbum de 1971 de músicas védicas devocionais gravadas pela filial britânica do movimento Hare Krishna, que foi creditada como "Radha Krishna Temple (London)". Produzido por George Harrison e lançado pela gravadora Apple Records, o álbum reúne dois singles de sucesso — "Mantra Hare Krishna" e "Govinda" — com outros mantras e orações em sânscrito que os devotos do templo gravaram com Harrison a partir de julho de 1969.
As gravações refletiram o compromisso de Harrison com os ensinamentos do líder do movimento, A.C. Bhaktivedanta Swami Prabhupada, que enviara devotos de São Francisco a Londres, em 1968. O sucesso do primeiro single, "Hare Krishna Mantra", ajudou a popularizar o movimento Hare Krishna no ocidente, e inspirou Harrison a ser mais abertamente religioso em seu álbum triplo All Things Must Pass (1970). Mukunda Goswami, ex-músico de jazz e futuro líder da ISKCON, fez os arranjos musicais das gravações.
Depois do primeiro lançamento, o álbum foi relançado pela gravadora Spiritual Sky e pela editora Bhaktivedanta Book Trust de Prabhupada. Para estas edições, o álbum recebeu os título de Goddes of Fortune e Chant and Be Happy! Nesta última, foram incluídos diálogos adicionais retirados de uma conversa entre Prabhupada, Harrison e John Lennon em 1969.
A Apple relançou oficialmente The Radha Krsna Temple em CD em 1993, e novamente em 2010, com a adição de duas faixas bônus.

## Antecedentes

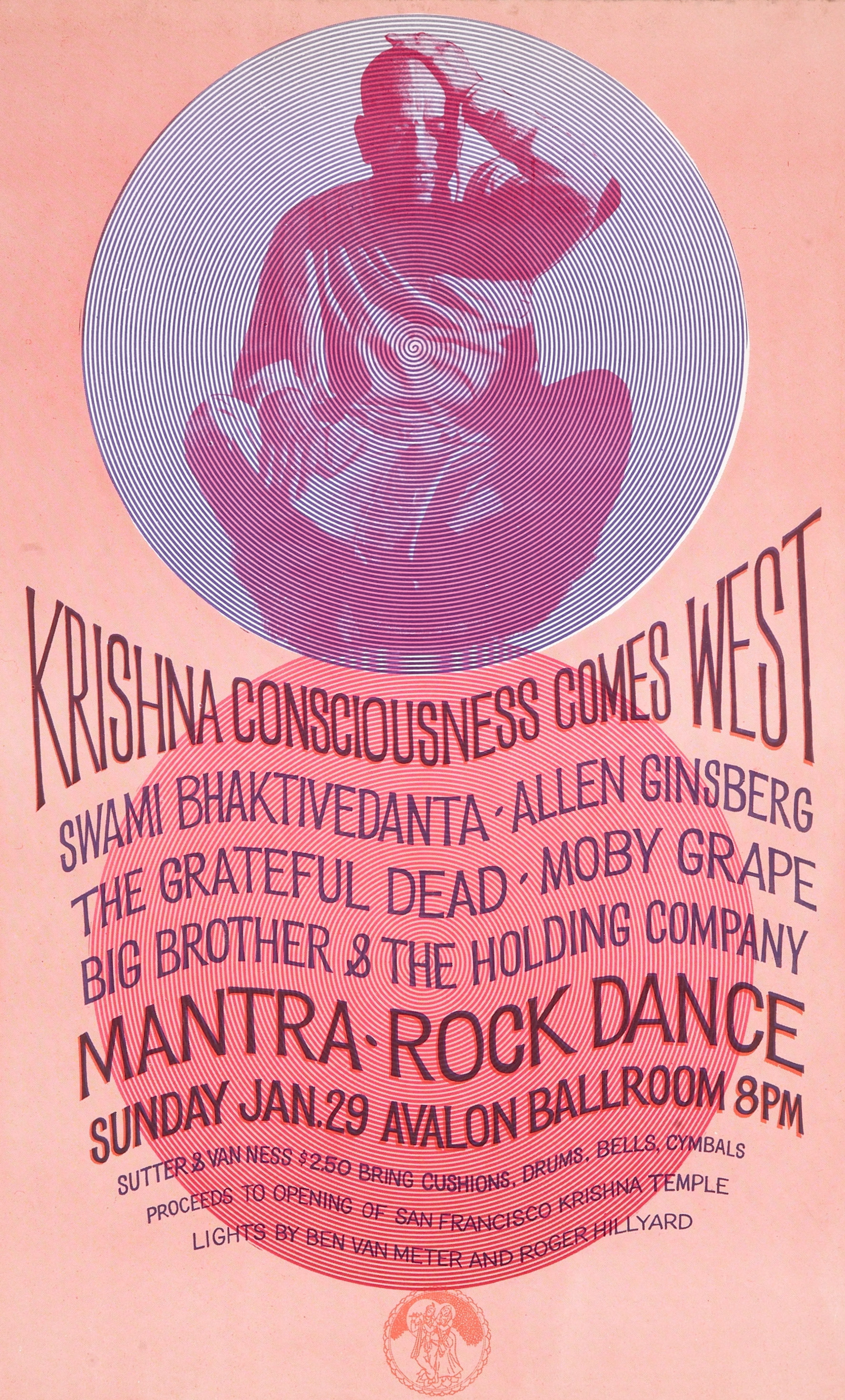
Cartaz retratando Prabhupada para o evento Mantra-Rock Dance de 1967, um evento beneficente em prol do templo da ISKCON em São Francisco.

Em 1968, A. C. Bhaktivedanta Swami Prabhupada, fundador e acharya (líder) da Sociedade Internacional para a Consciência de Krishna (ISKCON), enviou seis de seus devotos a Londres a fim de estabelecer um novo centro, o Templo Radha Krishna, e assim expandir o sucesso dos templos da ISKCON em Nova Iorque e São Francisco. O grupo foi liderado por Shyamsundar Das e Mukunda Das, ex-pianista que tocou com o saxofonista de jazz Pharoah Sanders. Com a benção de Prabhupada, eles decidiram procurar o beatle George Harrison, cujo interesse na filosofia hindu, meditação e música Indiana havia contribuído muito para promover essas causas entre a juventude ocidental. Em dezembro de 1968, Shyamsundar se encontrou com Harrison na sede da Apple Corps no centro de Londres. Depois deste encontro, Harrison começou a visitar os devotos em seu alojamento: um armazém no distrito de Covent Garden, em Londres.
Harrison teve a primeira experiência de kirtan, ou cântico comunal, na cidade indiana de Vrindavan com Ravi Shankar em 1966. O beatle foi inspirado pela técnica musical dos devotos, através da qual mantras eram cantados e acompanhados por percussão e instrumentos como o harmônio. Tanto ele como John Lennon haviam gostado do álbum de cânticos de Prabhupada, Krishna Consciousness. Além disso, Harrison começou a apreciar as propriedades positivas do mantra Hare Krishna depois de o ter entoado quando seu avião perdeu o controle durante um voo voltando de São Francisco em agosto de 1967.
Desde sua primeira visita aos devotos, Harrison regularmente tocou harmônio durante o kirtan com Shyamsundar e outros. Em certas ocasiões, o conjunto era acompanhado pelo sintetizador de Billy Preston, cujo álbum Harrison estava produzindo para a gravadora dos Beatles, a Apple Records. De acordo com o autor Joshua Greene, a decisão de lançar as gravações do Radha Krishna Temple surgiu depois de uma sessão de kirtan realizada em Kinfauns, a casa de Harrison em Surrey. Harrison telefonou para os devotos na manhã seguinte, dizendo: "vocês vão fazer um disco" e disse-lhes para vir ao Abbey Road Studios naquela mesma noite.

## Osingle"Hare Krishna Mantra"
Através de seus discípulos, Prabhupada havia recomendado aos Beatles que gravassem o mantra Hare Krishna, a fim de propagar a mensagem da Consciência de Krishna aos fãs do grupo. Em vez disso, Harrison escolheu produzir uma versão feita pelos devotos londrinos da ISKCON e lançá-la como um single pela Apple Records.

### Gravação
A gravação de "Hare Krishna Mantra" aconteceu no Abbey Road Studios, em julho de 1969, pouco antes de uma sessão do álbum Abbey Road dos Beatles. Harrison fez um arranjo musical para a música na guitarra, com Mukunda tocando piano. Para a gravação, Harrison decidiu que tanto Yamuna como Shyamsundar iriam ser os vocalistas durante os versos, e os outros devotos iriam entrar durante o refrão. O engenheiro de gravação foi Ken Scott.
Harrison tocou harmônio durante a primeira gravação, que precisou de três tentativas para ficar perfeita. Posteriormente, ele acrescentou uma guitarra elétrica modificada por um altifalante Leslie no início da faixa, e também fez o overdub de uma trilha de baixo. Harrison, mais tarde, lembrou que ele "mandou que alguém marcasse o tempo com um par de kartals e tambores indianos", e que os outros devotos foram trazidos mais tarde para inserir a parte do coro e fazer outras contribuições.
Além de vários membros do templo tocando mridangam e kartal, um americano recém-iniciado tocou trompete. Malati Dasi (esposa de Shyamsundar) tocou o gongo de fechamento, depois que a faixa havia atingido o que o autor Simon Leng descreveu como um "clímax de dervixe". Os funcionários da Apple Mal Evans e Chris O'Dell também compareceram a esta sessão. O'Dell, juntamente com sua mãe, juntou-se aos cantores de apoio, a convite de Shyamsundar. Em sua autobiografia, O'Dell escreveu sobre a experiência de se sentir "física e espiritualmente alterada" depois de cantar o mantra, acrescentando: "Cantar as palavras repetidas vezes foi quase hipnótico... houve um momento de liberdade, onde não havia nenhum esforço, nenhuma crítica ou julgamento, apenas o som gerado do âmago, como uma chama que nos aquecia de dentro para fora."
A canção "Hare Krishna Mantra" consiste do mantra Maha cantado no verso e no refrão:
Hare Krishna, Hare Krishna
Krishna Krishna, Hare Hare
Hare Rama, Hare Rama
Rama Rama, Hare Hare
Para o lado B, Harrison gravou os devotos cantando "Prayer to the Spiritual Masters". De acordo com o biógrafo de Prabhupada, Satsvarupa dasa Goswami, as letras oferecem louvor ao "Śrīla Prabhupāda, Lorde Caitanya e Seus associados, e os seis Gosvāmīs" – o Lorde Caitanya sendo Chaitanya Mahaprabhu, o avatar do século XVI do movimento Hare Krishna. A música, mais uma vez, apresenta vocais em conjunto, acompanhados de harmônio, percussão e esraj, um instrumento de cordas indiano, que Shyamsundar tocava com frequência durante o kirtan. Assim como em "Hare Krishna Mantra", o arranjo de "Prayer to the Spiritual Masters" foi creditada a Mukunda Das (como Mukunda Das Adhikary).

### Lançamento
A Apple Records lançou o single, que foi creditado a "Radha Krishna Temple (London)", em 22 de agosto de 1969 nos EUA (como Apple 1810) e em 29 de agosto no Reino Unido (como Apple 15). Em 28 de agosto, Harrison se juntou aos devotos numa coletiva de imprensa da Apple, realizada nos jardins de uma grande propriedade em Sydenham, no sul de Londres. Logo depois da coletiva, Harrison dirigiu até a Ilha de Wight para se reencontrar com Bob Dylan, que iria realizar seu tão divulgado retorno a shows ao vivo no festival de música da ilha. Em 31 de agosto, logo antes de Dylan subir ao palco, a canção "Hare Krishna Mantra" foi tocada no sistema de som local. Posteriormente, Mukunda identificou este momento, juntamente com a transmissão da canção durante o intervalo de um jogo de futebol do Manchester United, como indicação de que o mantra Maha havia "penetrado a sociedade britânica" através da gravação produzida por Harrison.
No Reino Unido, a capa do single trazia uma fotografia dos devotos tirada por Ethan Russell. O biógrafo de Harrison Alan Clayson escreve acerca da diversão do público com a aparência dos devotos do Templo, vestidos em vestes laranjas e de cabeças raspadas; falando em 2011, Mukunda relembrou ouvir "Hare Krishna Mantra" tocando numa estação de rádio de Londres, seguida da descrição do locutor: "Esta foi uma canção de um grupo de americanos carecas!" Clayson continua: "mas, graças a Harrison, a irreprimível 'Hare Krishna Mantra' havia invadido a consciência do público num nível que Prabhupada nunca poderia ter imaginado em 1966." Em sua resenha do single à NME, Derek Johnson disse que Harrison havia criado "uma Ono Band oriental", se referindo ao projeto paralelo de Lennon com Yoko Ono, a Plastic Ono Band. Johnson descrevey o som como um "gospel indiano" e disse que a "insistente repetição" da faixa deu-lhe "o mesmo hipnotismo insidioso que 'Give Peace a Chance'".
O single foi um inesperado sucesso comercial, atingindo a 12.ª posição no Reino Unido e a 15.ª na Alemanha Ocidental. De acordo com o website da Apple, o single também foi bem-sucedido na Checoslováquia. Contudo, não entrou nas paradas dos EUA. Shyamsundar sugeriu que houve política envolvida com relação a grupos religiosos lá, e a canção não foi muito transmitida como resultado.
O Radha Krishna Temple apareceu no programa Top of the Pops da BBC-TV para promover a canção e também filmou um videoclipe. Eles também fizeram vários shows e compareceram a vários festivais por conta da popularidade da música. Clayson escreve sobre com ceticismo e desconfiança outros benefícios para a causa da ISKCON: "houve diversos novos shows. e um crescimento ainda maior de simpatizantes que não mais viam com ceticismo e desconfiança a fila de cantores Hare Krishna na Oxford Street." O autor Peter Lavezzoli descreveu o sucesso de "Hare Krishna Mantra" como "um feito impressionante" e uma indicação do nível de influência cultural dos Beatles. Na fé Gaudiya Vaishnava, a aceitação internacional do mantra cumpriu uma previsão feita por Chaitanya Mahaprabhu, que havia escrito: "Um dia, o cântico dos nomes sagrados de Deus será ouvido em toda cidade e vila do mundo."

## Gravação do álbum
Harrison forneceu assistência financeira ao Radha Krishna Temple e atuou como fiador de suas acomodações mais permanentes – em Bury Place, perto do Museu Britânico em Bloomsbury. Ele se encontrou com Prabhupada em setembro de 1969, na propriedade de Lennon em Tittenhurst Park, já que as novas acomodações estavam sendo renovadas. Ao mesmo tempo que produzia artistas da Apple como Preston e Doris Troy, Harrison também queria gravar mais com os devotos do templo e lançar um álbum de suas canções. Em dezembro, ele lhes sugeriu que criassem mais material. Scott foi, novamente, creditado como engenheiro nestas novas sessões do Radha Krishna Temple. Ele falou dos desafios de gravar os participantes, muitos dos quais não ficavam parados durante uma tomada, e descreveu o projeto como "absolutamente fascinante".

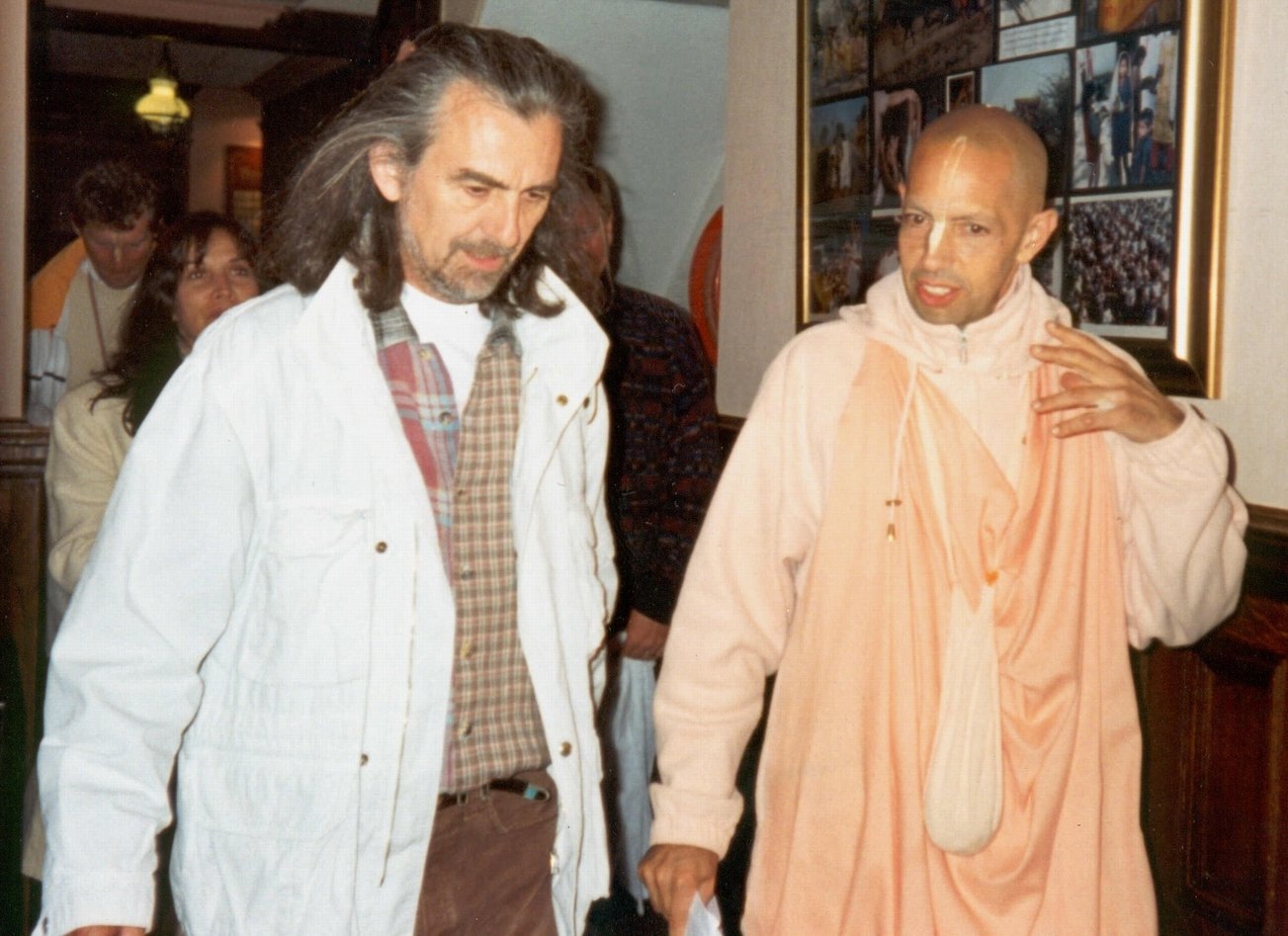
Harrison e Mukunda na Bhaktivedanta Manor em 1996

Os músicos nestas gravações incluíram Harrison, tocando guitarra e baixo; membros do templo, como Yamuna, no vocal principal; e outros devotos nos vocais de apoio, mridangam, harmônio, tambura e kartal. Harrison se impressionou muito com a voz de Yamuna e sugeriu que ela poderia se tornar "uma estrela do rock famosa". Numa discussão com Mukunda em 1982, Harrison disse: "Gostei da maneira [que Yamuna] cantou com convicção, e ela cantou ['Hare Krishna Mantra'] como se já a tivesse cantado muito. Não soou como a primeira canção [gravada profissionalmente] que ela havia cantado." Discutindo o papel de Harrison no estúdio, Gurudas, esposo de Yamuna, o comparou com o líder do movimento Hare Krishna, dizendo: "George era como Prabhupada, ele poderia ser um diretor de circo – ele era capaz de juntar as forças de todos."
As faixas "Sri Guruvastakam" e "Sri Isopanisad" também traziam um dobro, instrumento que Harrison usou cada vez mais frequentemente durante o iníco dos anos 1970. Os arranjos de todas as músicas em The Radha Krsna Temple foram, mais uma vez, creditados a Mukunda. Joshua Greene — na época, um estudante em Paris, e tecladista em sua banda de universidade — se juntou ao Radha Krishna Temple durante a época de férias de 1969–70, assumindo o nome Yogesvara. Ele se lembra de participar de sessões no estúdio Abbey Road e no Apple Studio, nas quais ele tocou harmônio em "Govinda Jai Jai". Embora Harrison tivesse limitado a duração das gravações iniciais a não mais do que quatro minutos, para atrair transmissão máxima nas rádios, algumas faixas do álbum, como "Bhaja Bhakata/Arati" e "Bhaja Hunre Mana" chegaram a mais de oito minutos.

## Osingle"Govinda"

### Gravação
Entre as novas canções estava "Govinda", uma adaptação musical do que é considerado o primeiro poema do mundo, consistindo de orações do Brahma Samhita. Gurudas descreveu-a a um repórter como uma canção que "vem da Satya Yuga ou a Era de Ouro do universo e foi transmitida pelas eras por uma corrente de gurus autorrealizados". O autor Bruce Spizer escreve que Harrison "se dedicou completamente" a sua produção da faixa, criando um "arranjo emocionante e hipnótico".
A sessão de gravação aconteceu em janeiro de 1970, no Trident Studios no centro de Londres. Antes da chegada dos devotos, Harrison já havia criado a trilha de acompanhamento, cuja instrumentação de rock incluia violão, órgão, baixo e bateria. Yamuna foi a única vocalista principal. Entre os outros participantes da sessão estavam Preston e os cantores Donovan e Mary Hopkin, alguns dos quais se uniram aos devotos durante o refrão da música, de acordo com Greene. Na introdução, Harrison fez o overdub de um esraj, tocado por Shyamsundar, e de um oud (instrumento parecido com o alaúde), tocado por Harivilas, um devoto do Irã que havia chegado recentemente em Londres.
Depois desta sessão, Harrison adicionou uma trilha de guitarra e contratou membros da Orquestra Filarmônica de Londres para fazer o overdub de orquestração de cordas, harpa e sinos tubulares na faixa. O arranjo de orquestra para "Govinda" foi feito por John Barham, um colaborador frequente de Harrison, e também dedicado a aumentar a valorização da música clássica indiana no ocidente.

### Lançamento
Tendo como lado B a canção "Govinda Jai Jai", "Govinda" foi lançado pela Apple em 6 de março de 1970 no Reino Unido (como Apple 25) e em 24 de março nos Estados Unidos (como Apple 1821). O single entrou no Top 30 do Reino Unido, chegando à 23.ª posição. Derek Taylor, assessor de imprensa da Apple, lembrou mais tarde que seu departamento divulgou anúncios impressos afirmando que "Govinda" era "o melhor disco já feito". Prabhupada ouviu a gravação pela primeira vez em Los Angeles; comovido, ele pediu que a canção fosse tocada toda manhã durante as orações dos devotos da ISKCON. Em seu livro que documenta os primeiros quarenta anos do movimento Hare Krishna, Graham Dwyer e Richard Cole escrevem que, com as canções "Hare Krishna Mantra" e "Govinda" [se tornando] sucessos na Europa, no Japão, na Austrália e até na África ... o cântico de Hare Krishna havia se tornado mundialmente famoso". Em seu ensaio sobre o procedimento do templo ISKCON, Kenneth Valpey escreve sobre a significância do cantor principal ser uma mulher – um evento "impensável" nos sistemas mais tradicionais de culto a Krishna, mas consistente com a abertura de Prabhupada a ter mulheres no papel de sacerdotes de templos.
Coincidindo com o lançamento de "Govinda", Harrison acompanhou Shyamsundar e outros devotos a Paris, para ajudar a criar a filial local da ISKCON lá. Mostrando ainda mais apoio ao movimento Hare Krishna, Harrison financiou a publicação do livro de Prabhupada, Krishna, the Supreme Personality of Godhead em março de 1970. Logo depois, ele recebeu famílias do crescente templo Radha Krishna de Londres em sua recém-adquirida propriedade em Oxfordshire, Friar Park, antes de ir gravar seu álbum triplo All Things Must Pass, o qual refletiu sua adoção da doutrinha Gaudiya Vaishnava do Templo e da Consciência da Krishna em canções como "My Sweet Lord", "Awaiting on You All" e "Beware of Darkness".

## Lançamento do álbum
Yamuna disse a Prabhupada que Harrison queria lançar o álbum dos devotos "em tempo para o Natal [de 1970]", com o título Bhaja Hunre Mana, Mana Hu Re. Em verdade, a Apple Records lançou The Radha Krsna Temple em 21 de maio de 1971 nos EUA (como Apple SKAO 3376) e em 28 de maio no Reino Unido (como Apple SAPCOR 18). Além de quatro novas canções, o álbum incluía as faixas previamente lançadas como singles do Radha Krishna Temple (London) – "Hare Krishna Mantra", "Govinda" e "Govinda Jai Jai". A versão de "Govinda" ia até 4:39 de duração, enquanto que o lado A de 1970 tinha uma duração de 3:18.
Trazendo uma foto tirada por John Kosh, a capa do álbum retratava as divindades Radha e Krishna no templo em Bury Place. A capa interna do LP incluía uma reprodução de uma pintura de Chaitanya Mahaprabhu, enquanto uma foto de Prabhupada aparecia na capa de trás. Anúncios impressos que acompanharam a edição dos EUA traziam o seguinte texto: "vibrações destes mantras revelam aos ouvintes e cantores perceptivos o reino da consciência de KRSNA, alegremente experienciada como uma paz e autoconsciência de DEUS e KRSNA. Estes sons eternos de amor libertam o ouvinte de todas as barreiras contemporâneas de tempo e espaço."
A revista Billboard incluiu The Radha Krsna Temple em sua lista de álbuns "4 estrelas" em 29 de maio. Na semana anterior, a revista havia noticiado sobre "as intensas atividades promocionais sendo empreendidas pela filial neerlandesa do movimento. O álbum seguiu o sucesso mundial do single "My Sweet Lord" de Harrison, o qual havia popularizado ainda mais o Maha Mantra, e, por associação, o movimento Hare Krishna, pela incorporação do mantra e de outros versos em sânscrito na canção. Apesar disso, The Radha Krsna Temple não entrou nas paradas britânicas ou estadunidenses, lançado num momento em que a promoção dos artistas da Apple estava deteriorando depois dos cortes na empresa realizados por Allen Klein ao longo de 1970.

## Relançamento
| Críticas profissionais | Críticas profissionais |
| Avaliações da crítica  | Avaliações da crítica  |
| Fonte                  | Avaliação              |
| ---------------------- | ---------------------- |
| AllMusic               | [ 111 ]                |
| Blender                | [ 112 ]                |
| Q (revista)            | [ 113 ]                |

Depois de um lançamento em CD em 1993, com notas de encarte escritas por Derek Taylor, The Radha Krsna Temple foi remasterizado e relançado em outubro de 2010, como parte do Apple Box Set. O ensaio de Taylor trazia o slogan "O 20.º aniversário da Bhaktivedanta Manor 1973–1993 - Aqui para Ficar!", referindo-se à propriedade em Hertfordshire que Harrison havia doado à filial britânica do movimento Hare Krishna em fevereiro de 1973.
Antes dos relançamentos da Apple, o álbum foi re-relançado como Goddes of Fortune pela gravadora Spiritual Sky em 1973, e em outras edições, inclusive pelo Bhaktivedanta Book Trust de Prabhupada em 1991. A capa de Goddess of Fortune substituiu a arte de 1971 de Kosh com uma foto tirada por Clive Arrowsmith e um design creditado a Peter Hawkins. Outro título durante o início dos anos 1990 foi Chant and Be Happy!, um lançamento que combinou o álbum original com uma gravação de dez minutos de Harrison, Lennon e Ono discutindo a Consciência de Krishna com Prabhupada.
O CD lançado em 1993 pela Apple adicionou como faixa bônus a canção "Prayer to the Spiritual Masters" (que havia sido lançada apenas como lado B, não estando em nenhum álbum), enquanto o relançamento de 2010 também incluiu "Namaste Saraswati Devi", inédita até então, uma canção escrita em louvor a Bhaktivedanta Swami Prabhupada, mestre espiritual da ISKCON, e seu guru, Bhaktisiddhanta Saraswati. Sua letra é, na verdade, a continuação do pranama mantra de Swami Prabhupada, que tem sua primeira parte cantada em "Prayer to the Spiritual Master". Naquele ano, a versão do álbum de "Govinda" apareceu na compilação Come and Get It: The Best of Apple Records, que incluía diversos artistas da gravadora. Este segundo relançamento da Apple foi remasterizado por Paul Hicks e Alex Wharton, dirigidos Allan Rouse, coordenador de projetos da Apple.
Resenhando a edição remasterizada de 2010, Joe Marchese de The Second Disc escreveu que The Radha Krsna Temple tem "uma qualidade enfeitiçante, e continua um artefato fascinante de um lugar e um tempo especiais para Harrison e para a Apple Records". Num resenha ao AllMusic, o crítico musical Ken Hunt escreveu que "este relançamento re-estabelece sua música extática em disco. Seus arranjos levemente ocidentalizados, porém atraentes revelam o trabalho de Harrison ... Durante uma temporada, ele se tornou a face popular do Hinduísmo." Em sua avaliação da carreira solo de Harrison à revista Blender em 2004, Paul du Noyer incluiu a versão Chant and Be Happy! na categoria "apenas para fãs" e destacou "Govinda Jai Jai" como a "faixa que se sobressai".

## Legado

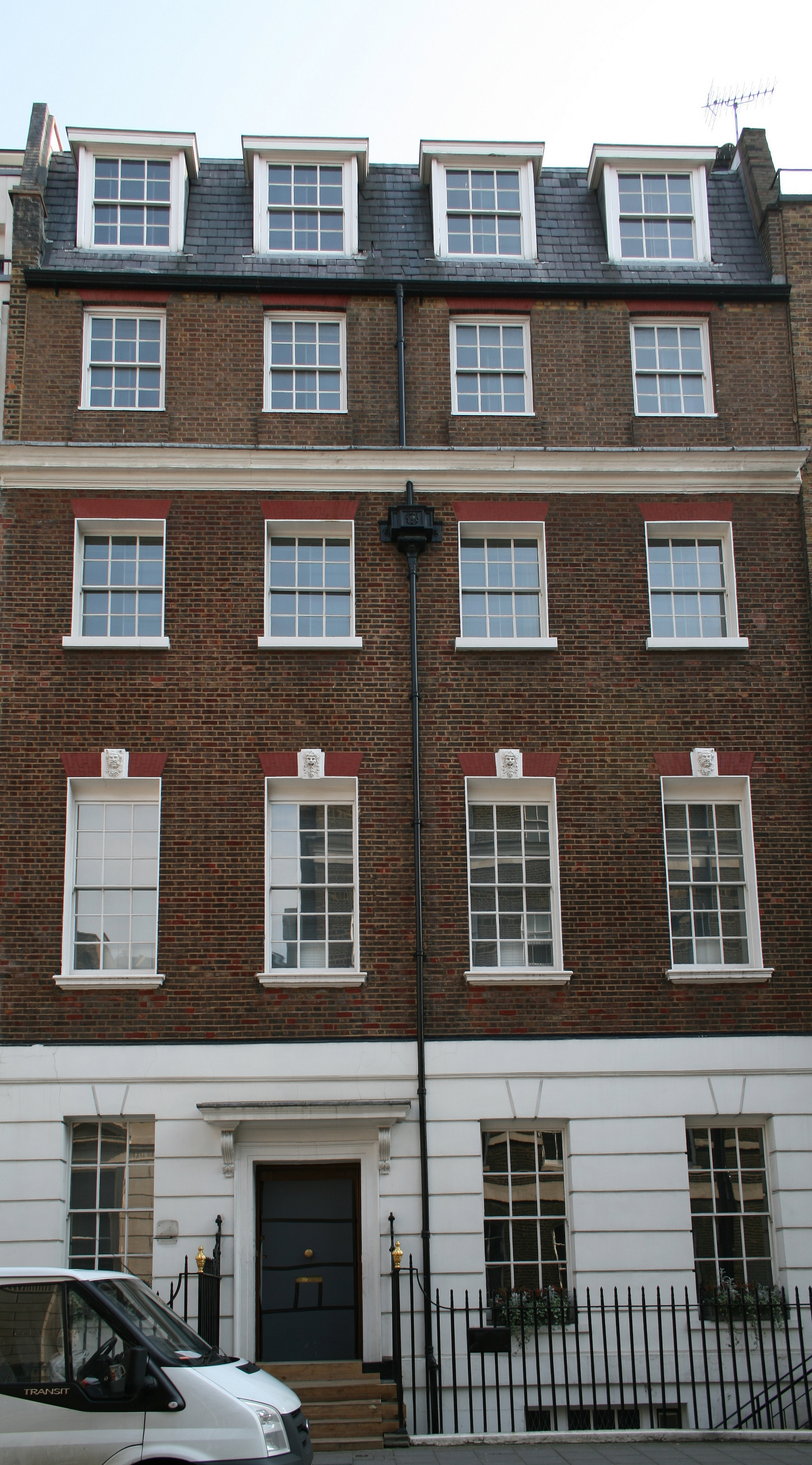
A antiga sede da Apple Records em Savile Row, n.º 3 em Londres. The Radha Krsna Temple é um exemplo da atitude aventureira com a qual os Beatles administravam sua gravadora.

Alan Clayson observa a influência das gravações do Radha Krishna Temple, juntamente com a fusão musical Ocidente-Oriente do álbum solo de Harrison Wonderwall Music, em bandas do gênero britpop como Kula Shaker, a qual ele descreve como "a mais exótica de todas as [novas bandas] do Top-40 do meio dos anos 1990". Além de incorporar o termo sânscrito Achintya-bheda-abheda em seu sucesso de 1996 "Tattva", Kula Shaker lançou um single em novembro daquele ano, "Govinda", cujo nome foi tirado do segundo sucesso do Radha Krishna Temple (mas era, na verdade, um cover de "Govinda Jai Jai"). Stephen Thomas Erlewine, editor do AllMusic, é da opinião de que o hit de 1970 do Radha Krishna Temple (London) "praticamente forneceu a estrutura para a carreira do Kula Shaker". David Cavanaugh da revista Uncut escreveu em 2010 que The Radha Krsna Temple "deve agradar aos fãs de Tinariwen, para não dizer os vocalistas do Kula Shaker".
Numa resenha da compilação Come and Get It, Douglas Wolk da Pitchfork Media inclui o Radha Krishna Temple como um exemplo da "disposição [dos Beatles] em promover ideias completamente não-comerciais" em sua efêmera gravadora; o historiador musical Colin Larkin, da mesma forma, destaca o álbum dos devotos num "catálogo excêntrico" que incluía o compositor John Tavener e o Modern Jazz Quartet. Esta ousadia, continua Wolk, fornece o aspecto "bem divertido" da compilação de 2010, assim como também tornou os "lançamentos dos próprios Beatles pela Apple especialmente interessantes". De acordo com David Fricker da Rolling Stone, Harrison viu a presença do Radha Krishna Temple no programa Top of the Pops como "uma das maiores emoções de sua vida". Na mesma entrevista, Harrison acrescentou: "aquilo foi mais divertido que tentar fazer um disco pop de sucesso. Foi um sentimento de utilizar suas habilidades para realizar um serviço espiritual a Krishna." A faixa "Govinda" continua a ser tocada toda manhã em templos da ISKCON ao redor do mundo para saudar as divindades.
Embora Paul McCartney, antigo companheiro de banda de Harrison, a princípio tivesse pouco tempo para os devotos, de acordo com Taylor, ele mencionou o álbum The Radha Krsna Temple numa entrevista em 1973 à Rolling Stone, descrevendo-o como "muito bom" e um exemplo dos projetos da Apple que valiam a pena. Durante a entrevista de 1982 que Harrison deu a Mukunda, este comentou que McCartney havia simpatizado mais com o movimento nos últimos anos. Mukunda e Harrison também discutiram a adoção de cânticos por Bob Dylan e sua presença em centros da ISKCON por todos os Estados Unidos.
Juntamente com Ken Scott, Mukunda relembrou as gravações de The Radha Krishna Temple no documentário George Harrison: Living in the Material World, dirigido por Martin Scorcese. Num artigo sobre este filme ao The Huffington Post, o repórter Steve Rabey refere-se ao álbum dos devotos como um exemplo do status de Harrison como "hindu de cafeteria", comentando também que "[embora] ele tenha falhada em converter todos às suas crenças, ele empurrou seus companheiros de banda – e seus fãs – um pouco mais ao Oriente, encorajando públicos a se abrirem a novas (ou muito antigas) influências espirituais."

## Faixas
Todas as canções são tradicionais e arranjadas por Mukunda Das Adhikary. Títulos de faixas de acordo com Castleman and Podrazik para o lançamento original, e de acordo com encarte do CD para o relançamento em 2010.

### Lançamento original
| Lado um |                       |         |  |
| N.º     | Título                | Duração |  |
| 1.      | "Govinda"             | 4:39    |  |
| 2.      | "Sri Guruvastakam"    | 3:07    |  |
| 3.      | "Bhaja Bhakata/Arati" | 8:28    |  |
| 4.      | "Hare Krsna Mantra"   | 3:35    |  |

| Lado dois |                     |         |  |
| N.º       | Título              | Duração |  |
| 1.        | "Sri Isopanisad"    | 4:00    |  |
| 2.        | "Bhaja Hunre Mana"  | 8:43    |  |
| 3.        | "Govinda Jaya Jaya" | 5:58    |  |

### Relançamento de 1993
Lista de faixas igual ao lançamento original, com a faixa bônus "Prayer to the Spiritual Masters" (3:59).

### Remasterização de 2010
Lista de faixas igual ao lançamento original, mas os títulos de algumas faixas foram alterados.
| N.º | Título                                          | Duração |  |
| 1.  | "Govinda"                                       | 4:43    |  |
| 2.  | "Sri Guruvastak"                                | 3:11    |  |
| 3.  | "Bhaja Bhakata/Arotrika"                        | 8:25    |  |
| 4.  | "Hare Krsna Mantra"                             | 3:34    |  |
| 5.  | "Sri Isopanisad"                                | 4:04    |  |
| 6.  | "Bhaja Hure Mana"                               | 8:52    |  |
| 7.  | "Govinda Jai Jai"                               | 5:57    |  |
| 8.  | "Prayer to the Spiritual Masters" (Faixa bônus) | 3:58    |  |
| 9.  | "Namaste Saraswati Devi" (Faixa bônus)          | 4:57    |  |